# Beatlemania
Fenomenet kallat Beatlemania har sitt ursprung i Storbritannien, The Beatles hemland, när bandet först vunnit sin enorma popularitet i slutet av 1962. Efter återkomsten från en tvåårsperiod i Tyskland, fick The Beatles ett kommersiellt genombrott med sitt andra brittiska singelsläpp, "Please Please Me", och plötsligt ökade efterfrågan enormt på deras musik. Sedan följde en nästan nonstop serie av konserter och turnéer, och ett brinnande intresse över hela Storbritannien, hela nästkommande år. The Beatles popularitet i Storbritannien kom att bli större än de otroligt populära amerikanska artisterna Tommy Roe, Chris Montez och Roy Orbison, vars stora framgångar på de brittiska topplistorna vid den tidpunkten kom att överskuggas av The Beatles - en prestation av hittills okänt fenomen för ett relativt nytt engelskt band – en händelse som 1963 resulterade i landsomfattande turnéer i Storbritannien och ett utlandsbesök i Sverige i oktober, november samma år och ett framträdande i svensk television i programmet Drop-In.
I och med mediernas intensiva intresse för The Beatles under 1963 började de också uppträda i olika tv-program, tidningsintervjuer, och vara med i ett radioprogram varje vecka. Trots detta intensiva program fortsatte bandet att arbeta i inspelningsstudion och släppa ett antal album och singlar under året. 1963 var också året då Lennons son Julian Lennon föddes.